# إليزابيث هيل
إليزابيث هيل (بالإنجليزية: Elizabeth Hill)‏ هي كاتبة سيناريو أمريكية، ولدت في 27 فبراير 1901 في مين في الولايات المتحدة، وتوفيت في 21 أغسطس 1978 في لوس أنجلوس في الولايات المتحدة.

## وصلات خارجية
- إليزابيث هيل على موقع IMDb (الإنجليزية)
- إليزابيث هيل على موقع قاعدة بيانات الفيلم (الإنجليزية)